# Heat of the Sun
Heat of the Sun è un album del duo di chitarristi Strunz & Farah, pubblicato nel 1995.

## Tracce
1. Jardín – 4:32
2. Anaconda – 5:55
3. Lucero – 4:18
4. Illusión – 4:50
5. Dark Fire – 5:01
6. Heat of the Sun – 4:53
7. Requerdo – 4:52
8. La Tinaja – 4:00
9. Damask – 3:56
10. Pura Vida – 4:50
11. Terremoto – 5:01

Durata totale: 52:08

## Crediti
- Jorge Strunz: Chitarra acustica (canale sinistro), chitarra ritmica (tutte le tracce), voce coro (11)  -
- Ardeshir Farah: Chitarra acustica (canale destro)  -
- Eliseo Borrero: Basso  -
- Paul Tchounga: Batteria  -
- Long John Oliva: Congas, bonghi, timbales, cajon (3, 8, 9), voce coro (11)  -
- Luis Conte: Percussioni (3, 5, 6, 7, 10, 11), timbales (10)
- Ibrahim Parreño: Tastiere (2, 3, 4, 6, 7, 10), voce coro (11)
- Charlie Bisharat: Violino (5) -
- Cassio Duarte: Dumbec (9)
- Coro Selva Bruja: uccelli e animali (2)